# Franzensfeste

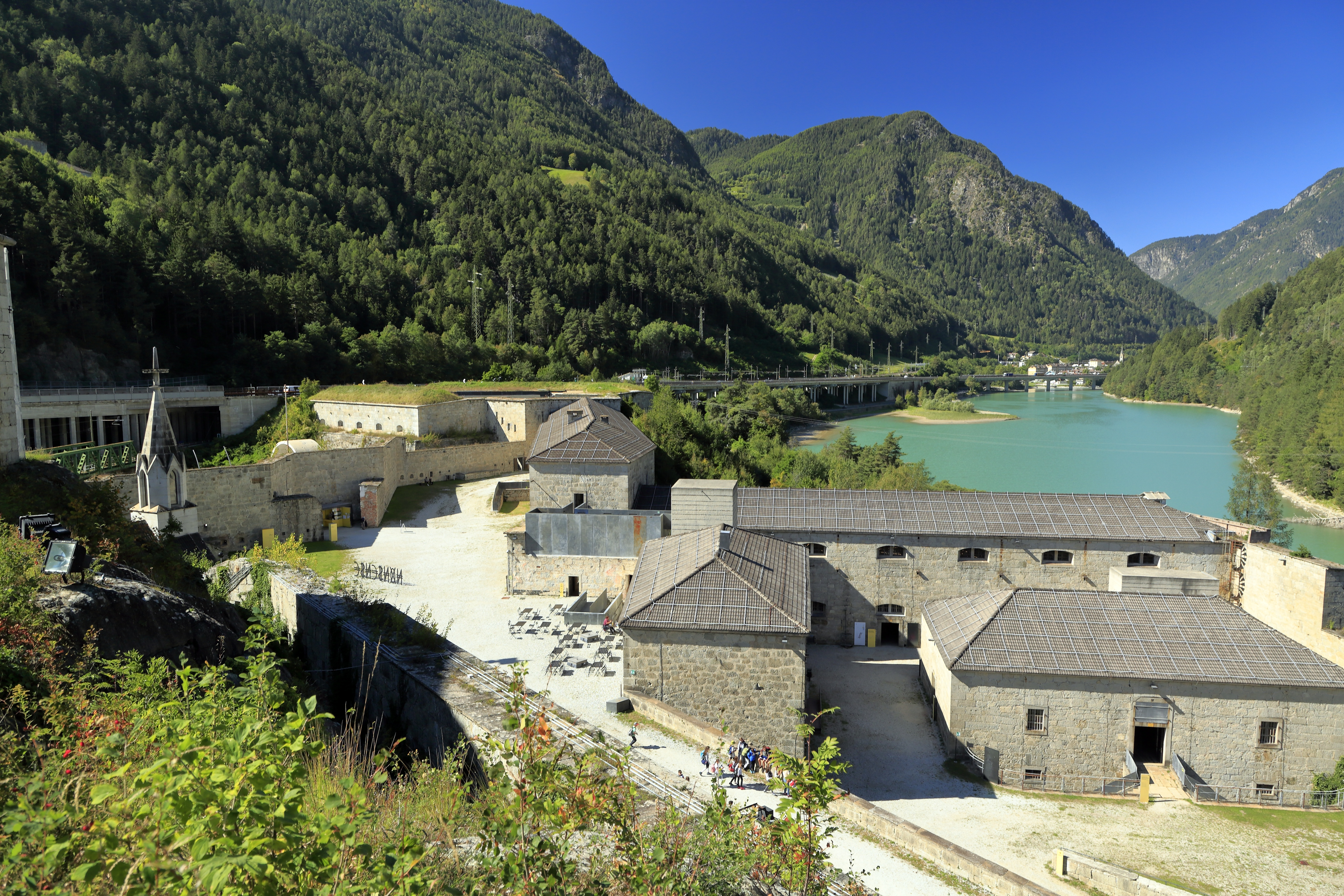
Befästningen i Franzensfeste.

Franzensfeste (tyskt uttal: [ˈfrantsn̩sˌfɛstə], italienska: Fortezza [forˈtettsa]) är en ort och kommun i provinsen Sydtyrolen i regionen Trentino-Sydtyrolen i norra Italien. Orten är döpt efter en befästning på denna plats. Trots att det är en mindre kommun finns det goda förbindelser med järnväg och även motorvägen A22 passerar genom kommunen.
Befästningen är döpt efter kejsaren Frans II och bygget påbörjades 1833 men blev aldrig avslutat.
Kommunen har 1 101 invånare (2024), på en yta av 61,77 km². Enligt 2024 års folkräkning talar 57,34 % av befolkningen tyska, 41,09 % italienska och 1,56 % ladinska som modersmål.

## Orter
Orter (località) i kommunen Franzensfeste med fler än 20 invånare (inom parentes invånarantal 2021):

- Franzensfeste/Fortezza (773)
- Mittewald/Mezzaselva (172)
- Grasstein/Le Cave (42)